# Kopitiam

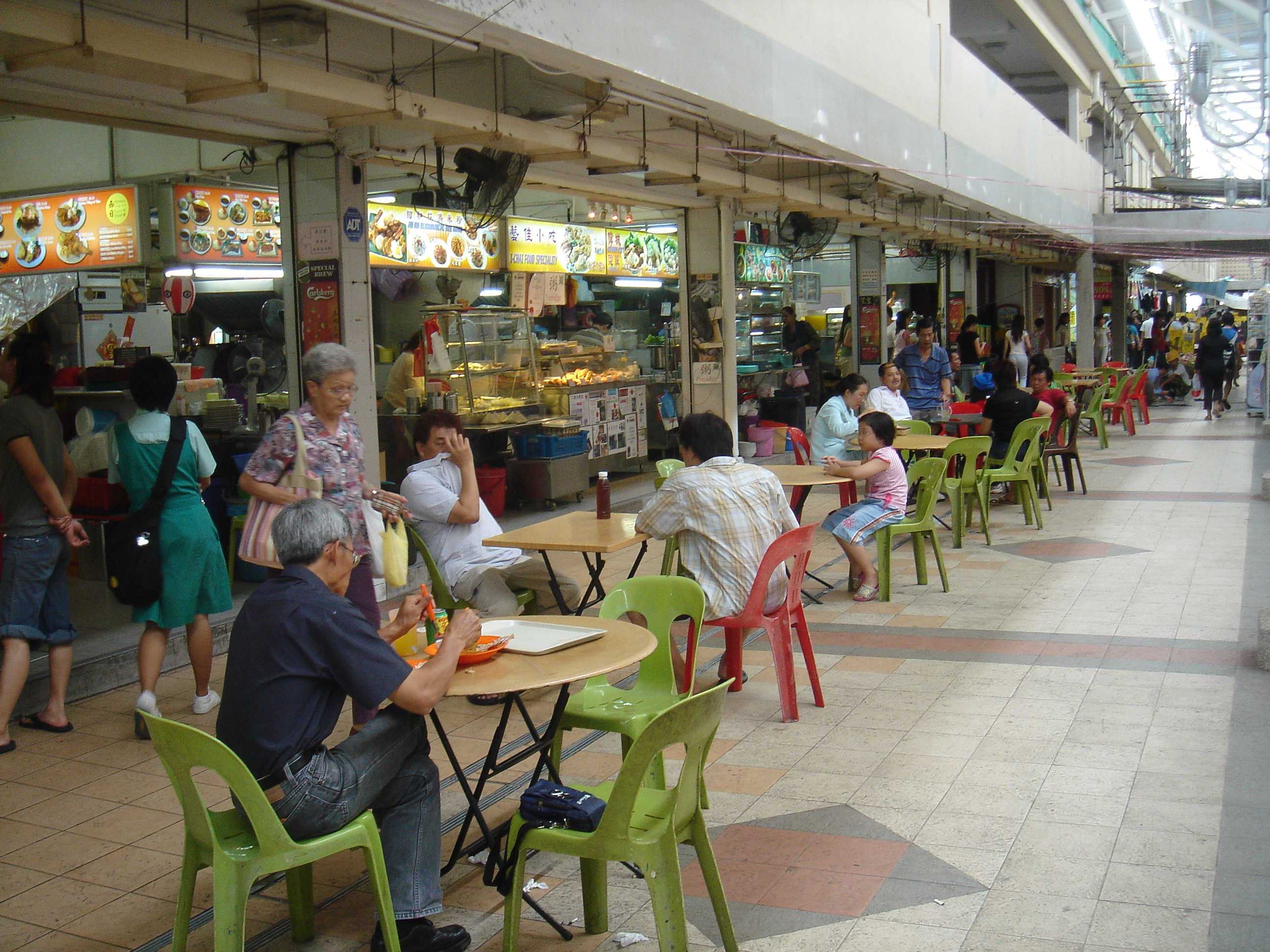
Un tradicional kopi tiam al aire abierto en Singapur.

Un kopitiam o kopi tiam es un tradicional desayuno y un tipo de cafetería que se puede encontrar en diferentes sitios de Malasia y Singapur en el Sureste Asiático. La palabra es una Contracción de la palabra malaya para café (una palabra prestada del portugués) y de la palabra del dialecto Hokkien para shop (店; POJ: tiàm). Los menús generalmente ofrecen: una variedad de alimentos fundamentados en huevo, tostada y and kaya, acompañado de un café, té y Milo, una bebida de chocolate malteado extremadamente popular en el sudeste de Asia, en particular en Singapur y Malasia.